# Sadat Pur Gujran
Sadat Pur Gujran là một thị trấn thống kê (census town) của quận North East thuộc bang Delhi, Ấn Độ.

## Nhân khẩu
Theo điều tra dân số năm 2001 của Ấn Độ, Sadat Pur Gujran có dân số 42.564 người. Phái nam chiếm 55% tổng số dân và phái nữ chiếm 45%. Sadat Pur Gujran có tỷ lệ 63% biết đọc biết viết, cao hơn tỷ lệ trung bình toàn quốc là 59,5%: tỷ lệ cho phái nam là 72%, và tỷ lệ cho phái nữ là 52%. Tại Sadat Pur Gujran, 20% dân số nhỏ hơn 6 tuổi.